# Annan (Tainan)
Annan (chinesisch 安南區, Pinyin Ānnán qū, taiwanisch: An-lâm-khu) ist ein Bezirk der regierungsunmittelbaren Stadt Tainan in der Republik China (Taiwan).

## Lage und Beschreibung

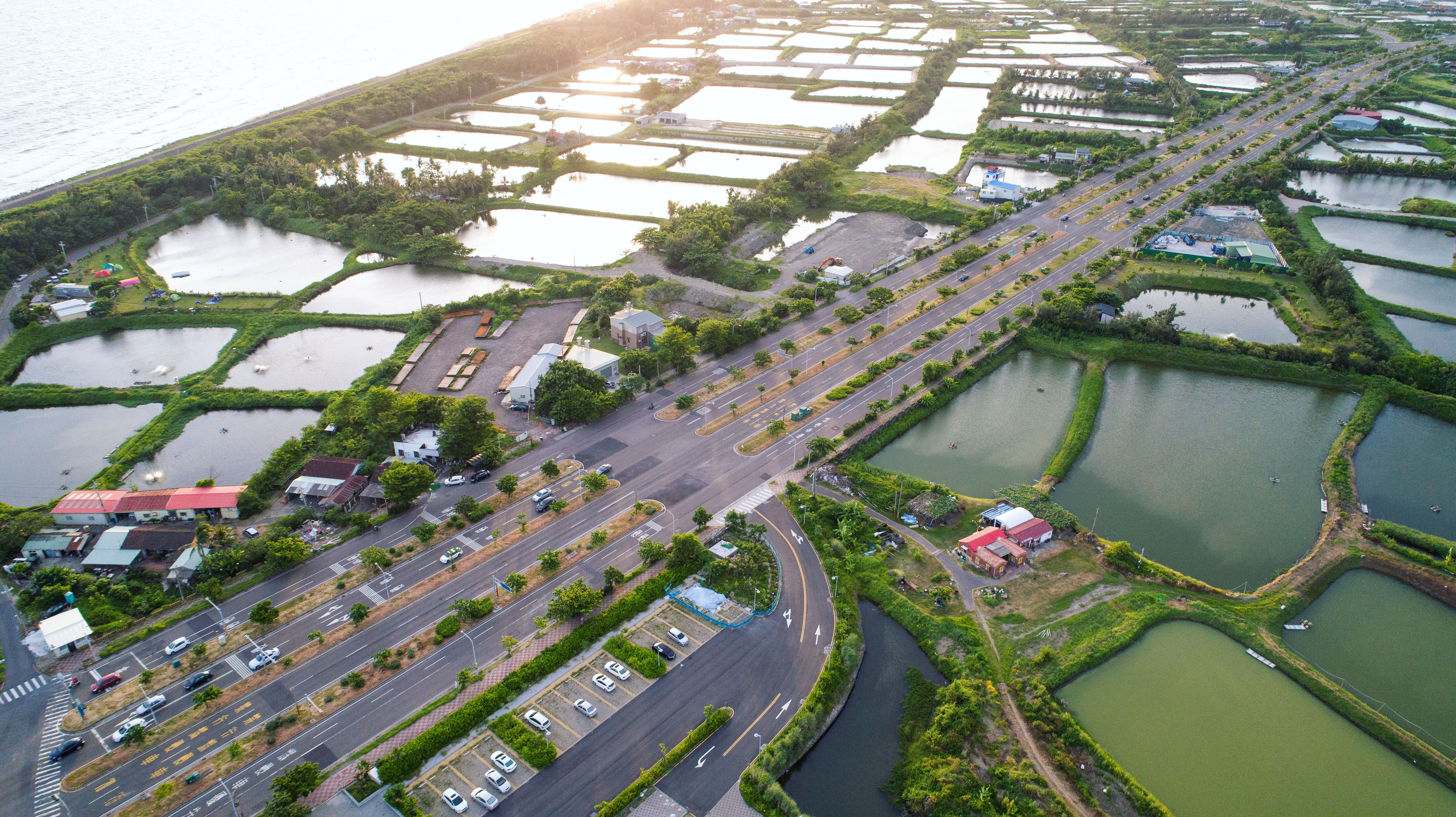
An der Küste Annans

Annan liegt an der Küste der Taiwanstraße im Westen Tainans. Im Norden grenzt der Bezirk an den Fluss Zengwen (曾文溪) und die Bezirke Qigu und Xigang, im Osten an Anding, Xinshi und Yongkang sowie im Süden an den Tainan-Nordbezirk, den Zentrum-Westbezirk und Anping. Hier bildet der Fluss Yanshui (鹽水溪) die Bezirksgrenze. Im Zentrum Annans fließt der Luermen (鹿耳門溪).
Mit fast 204.000 Einwohnern war Annan im Oktober 2024 nach Yongkang der zweitgrößte Bezirk der Stadt Tainan. Die Bevölkerung verteilt sich sehr unterschiedlich. Der dicht besiedelte Osten Annans geht nahtlos in die ebenfalls bevölkerungsreichen Nachbarbezirke Yongkang und Zentrum-West ineinander über. Hingegen besteht der Westen weitgehend aus Feuchtgebieten, die sich aus der im Lauf der Jahrhunderte verlandeten Taijiang-Lagune (台江內海) entwickelt haben und aus Flüssen, Kanälen, Salzwiesen, Sandbänken, Mangrovensümpfen und Entwässerungsgräben bestehen.
In Annan befinden sich zwei private Hochschulen, die Kang-Ning-Universität (UKN, 康寧大學, Schwerpunkte Gesundheitswissenschaften und Pflegewissenschaft) und die CTBC Business School (中信金融管理學院).

## Geschichte

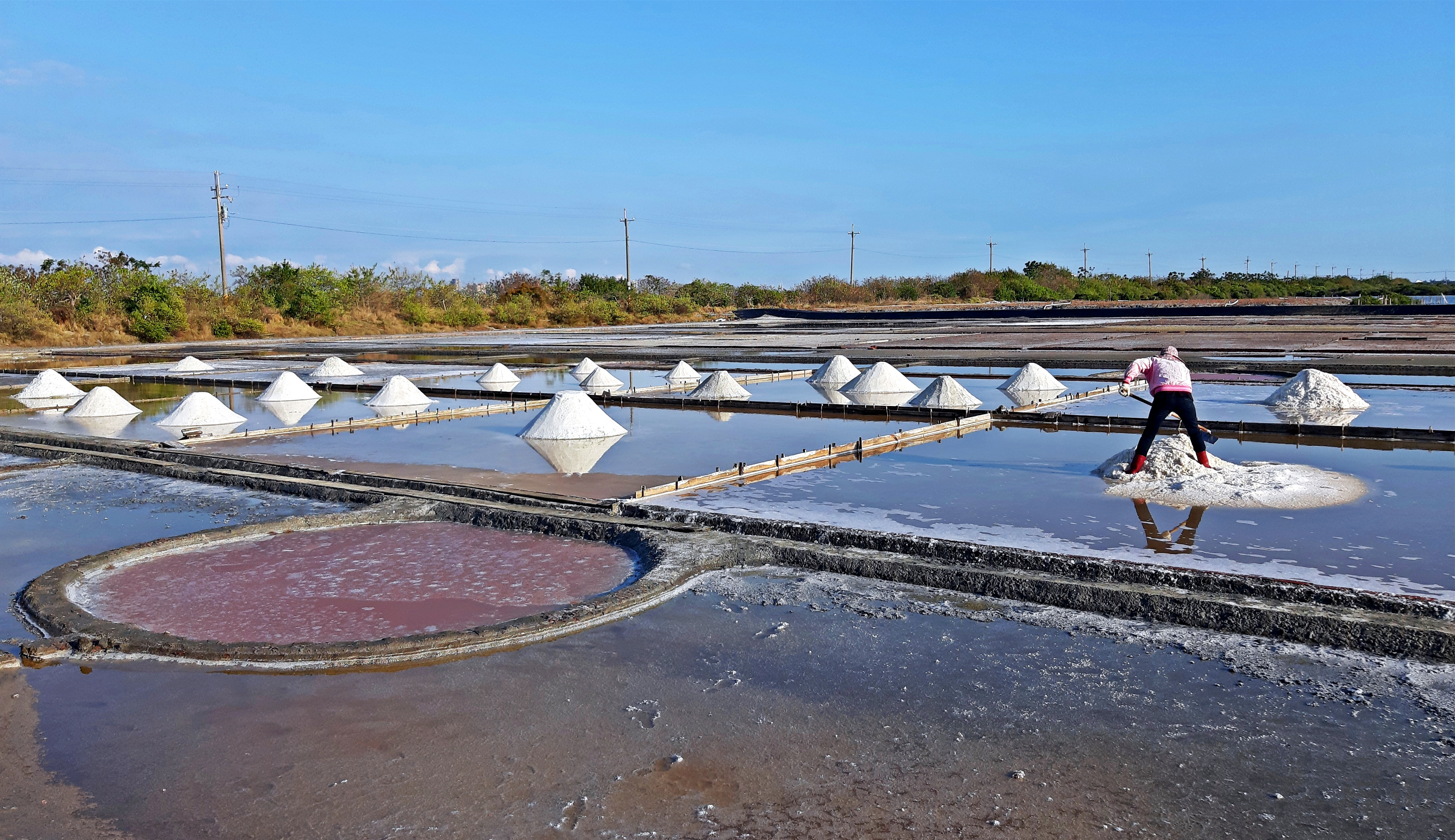
Salzgärten

Das Gebiet des heutigen Annan bestand noch zur niederländischen Kolonialzeit größtenteils aus dem Taijiang-Binnenmeer (台江內海 Taijiang Neihai), einer Lagune mit vorgelagerten Sandbänken. Frühe chinesische Siedler errichteten ab dem 17. Jahrhundert einige kleine Fischerdörfer und nannten die Gegend aufgrund des Bewuchses von Miscanthus floridulus, taiwanisch: Koaⁿ-á (菅仔), Koaⁿ-á-po͘, „Koaⁿ-á-Flachland“. Im Lauf der Zeit wurde neben Fischerei auch Landwirtschaft betrieben.
Während der japanischen Herrschaft über Taiwan wurde die Gegend 1920 zur Gemeinde Anshun (安順) zusammengefasst. Nach der Übernahme Taiwans durch die Republik China wurde Anshun in die Stadt Tainan eingegliedert, wobei der Ortsname in Annan (an für Anshun, nan für Tainan) geändert wurde.
Annan verzeichnet seit langem ein erhebliches Bevölkerungswachstum. Im Jahr 1946 lebten hier 35.497 Menschen, im Oktober 2024 waren es fast 204.000.

## Verkehr und Wirtschaft

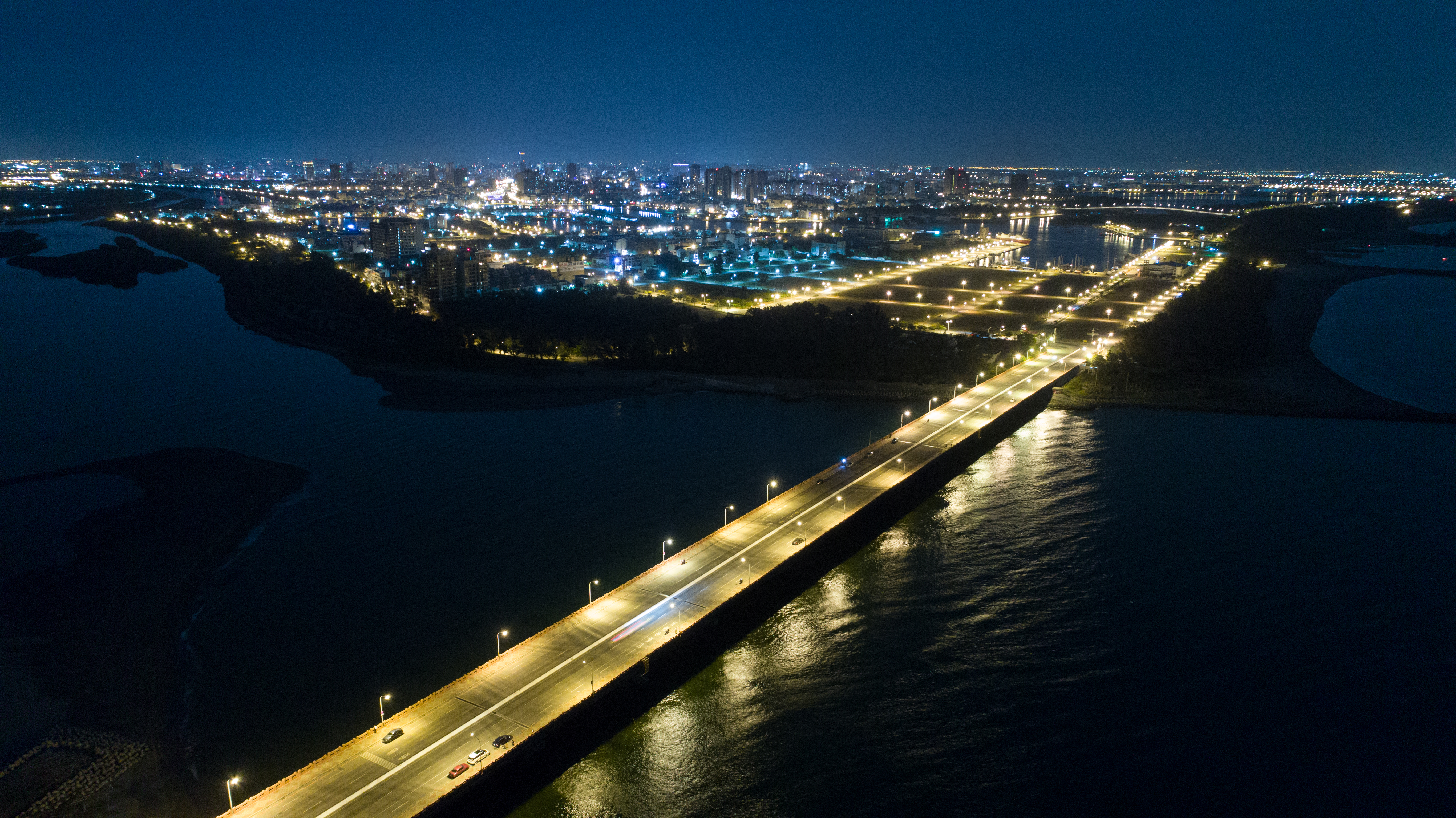
Die Sicao-Brücke (四草大橋) über die Yanshui-Xi-Mündung. Im Hintergrund Anping

In Annans Nachbarbezirk Anding kreuzen sich die Autobahnen Nationalstraße 1 und Nationalstraße 8. Letztere führt weiter nach Annan und endet hier. Die Provinzstraßen 17 und 17A (17甲) durchlaufen den Bezirk von Nord nach Süd, ihre Querverbindung ist die Provinzstraße 17B (17乙). Am Ostrand Annans verläuft die Provinzstraße 19, ebenfalls von Nord nach Süd. Der Öffentliche Nahverkehr besteht aus Buslinien.
An der Küste und in den Fischteichen im Westteil Annans werden Fischerei und Aquakultur betrieben. Gefischt bzw. gezüchtet werden Milchfische, Zackenbarsche, Austern, Muscheln und Garnelen. In der weiter östlich befindlichen Landwirtschaft werden Zuckerrohr, Mais, Schalotten, Tomaten, Radieschen, Sesam und Melonen angebaut.
Annans industrielles Zentrum ist der Tainan Industrial Park (台南產業園區 Tainan Chanye Yuanqu), wo Unternehmen aus den Bereichen Kommunikationstechnik, Informationstechnik, Unterhaltungselektronik, Halbleiter, Feinmechanik, Optoelektronik und andere angesiedelt sind.

## Kultur und Sehenswürdigkeiten

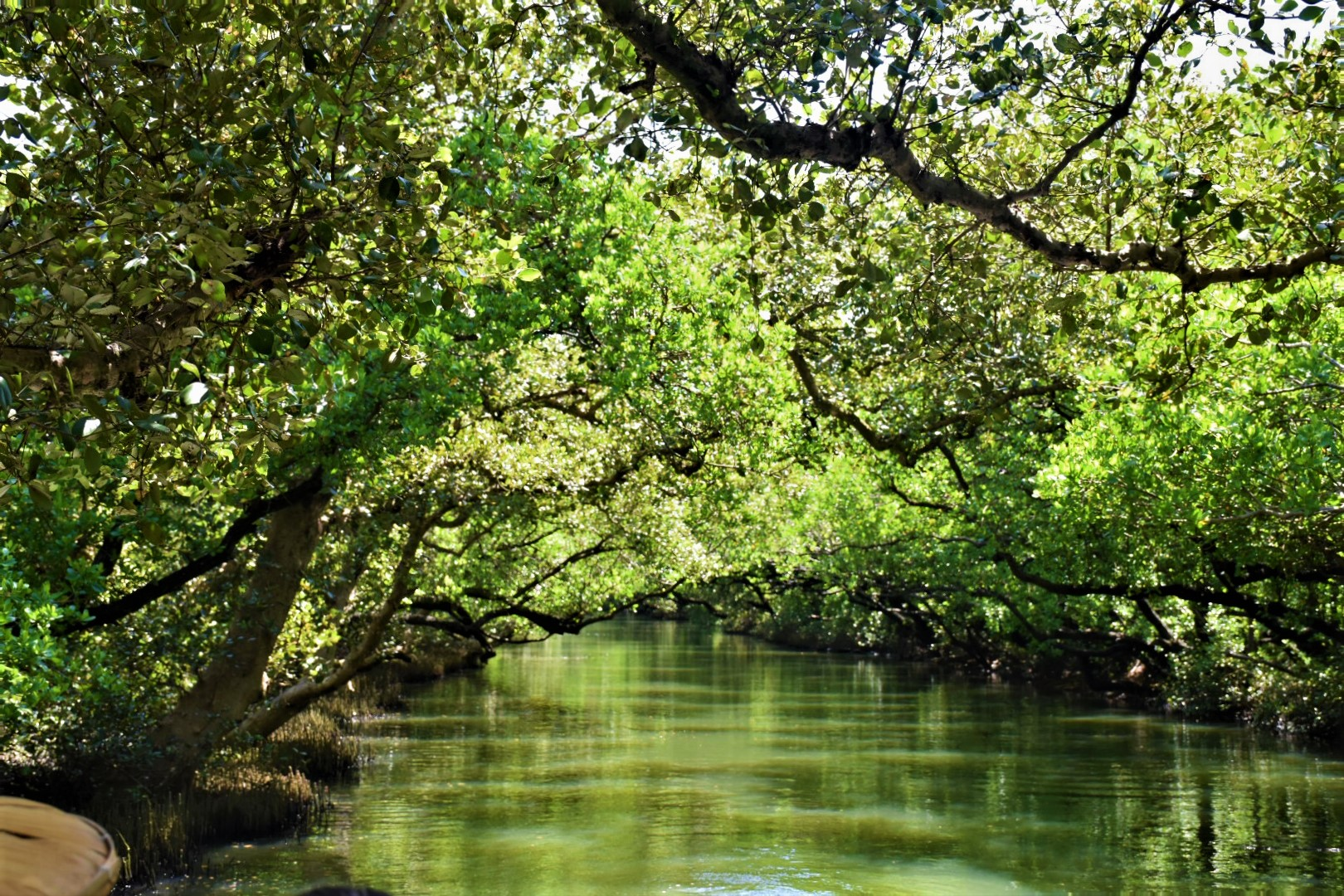
Im Taijiang-Nationalpark

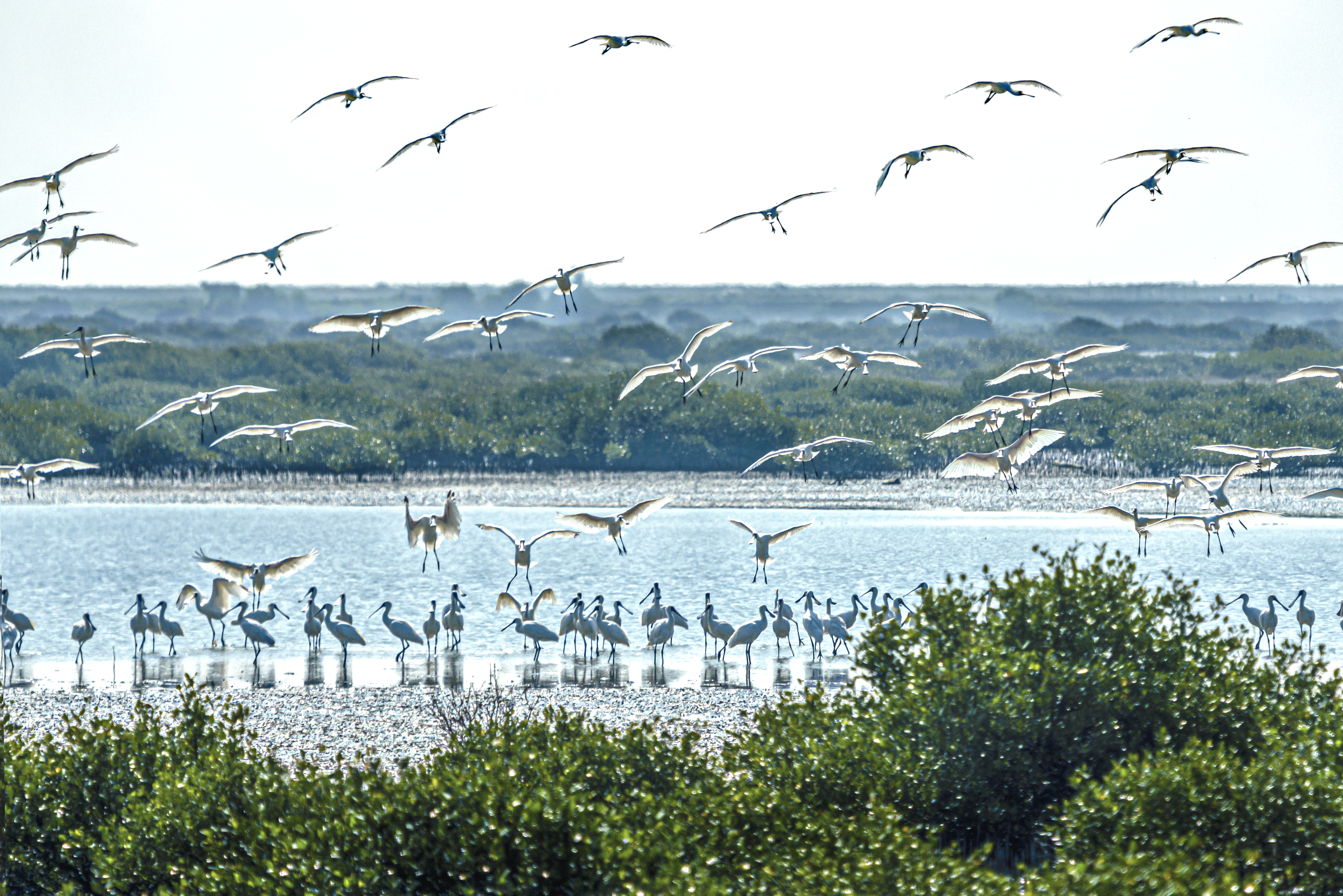
Im Sicao-Feuchtgebiet

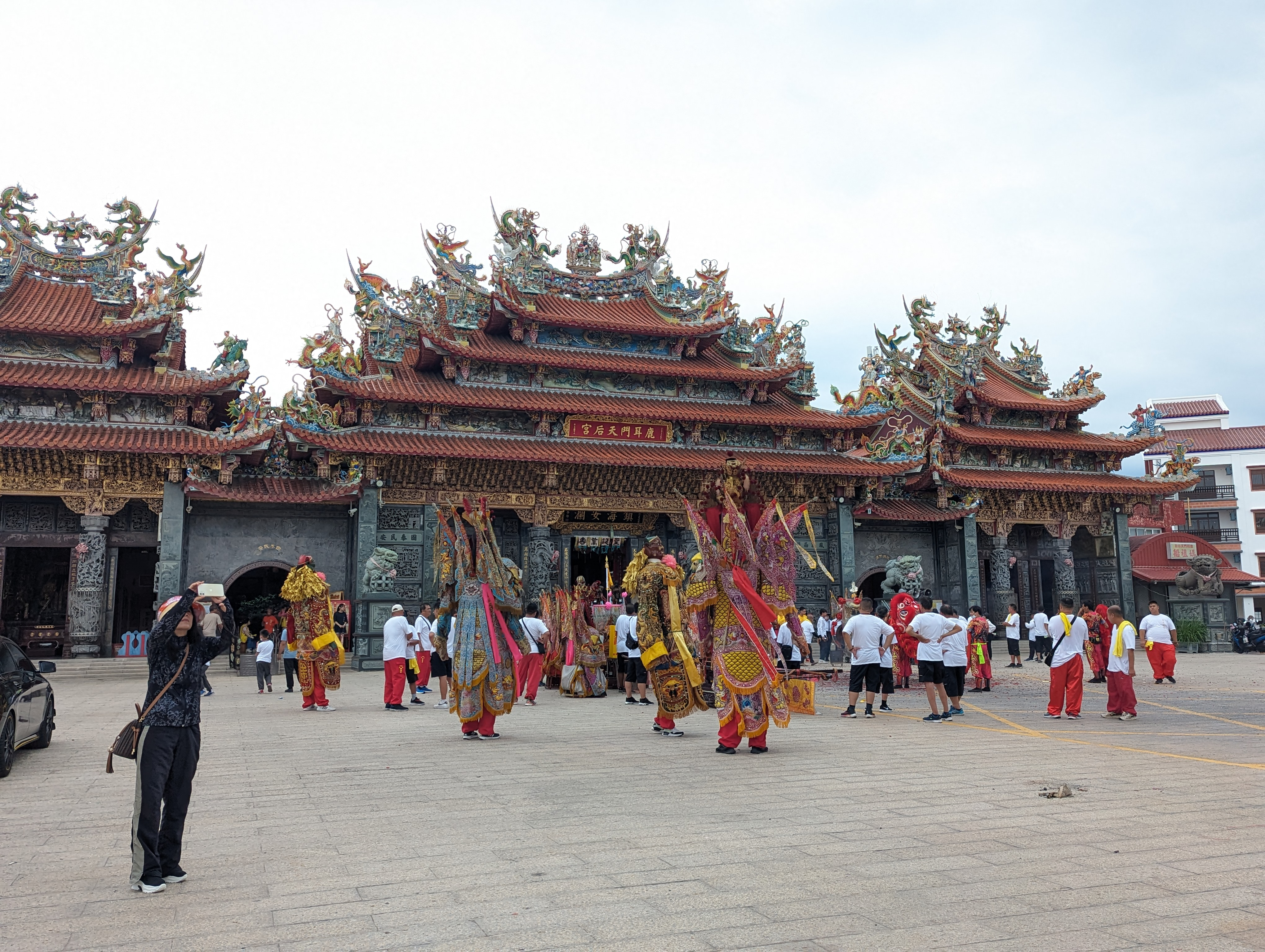
Der Luermen Tianhou Gong

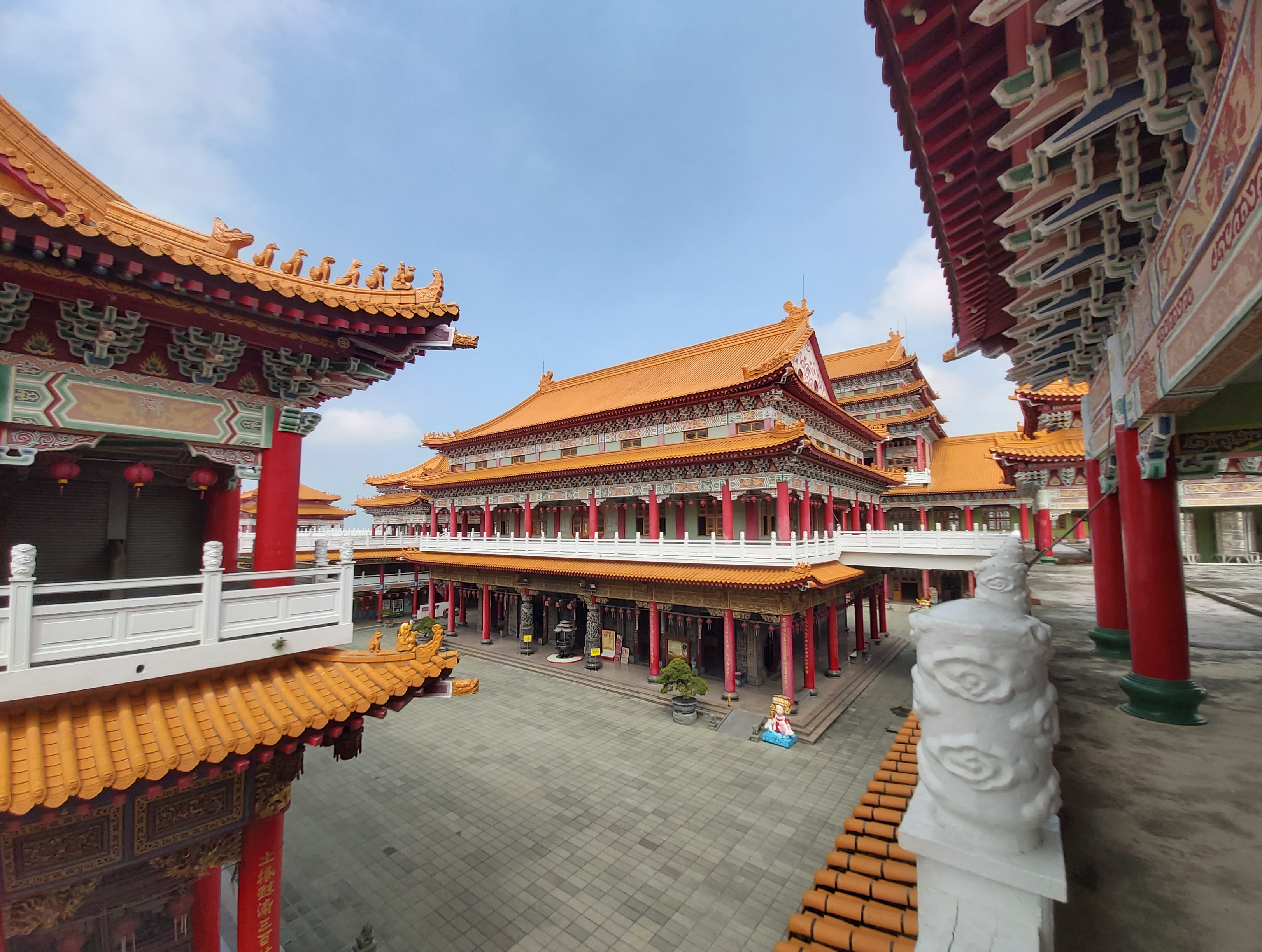
Der Zhengtong Luermen Shengmu Miao

Annan war historisch vergleichsweise früh von Chinesen besiedelt. Daher gibt es eine Vielzahl alter daoistischer und buddhistischer Tempel. Zu nennen ist hier vor allem der Zhengtong Luermen Shengmu Miao (正統鹿耳門聖母廟), Taiwans größter Mazu-Tempel. Neben der Hauptgöttin wird eine Reihe weiterer Gottheiten verehrt. Das Heiligtum wurde 1719 gegründet und sieht sich in der Tradition eines früheren Mazu-Tempels, der schon bei der Ankunft Zheng Chenggongs auf Taiwan 1661 bestanden und in dem der Feldherr der Göttin seinen Dank für die sichere Überfahrt bezeugt haben soll.
Der Luermen Tianhou Gong (鹿耳門天后宮), ebenfalls Mazu gewidmet, führt seine Entstehungsgeschichte direkt auf Zheng Chenggong, der 1661–1662 die Niederländer aus Taiwan vertrieb, zurück. Zwischen dem Tianhou Gong im Süden dem nördlich gelegenen Shengmu Miao besteht Uneinigkeit darüber, welcher von beiden die ursprüngliche Mazu-Traditionslinie Annans verkörpert. Der Tianhou Gong erhielt sein heutiges Aussehen im Jahr 1977.
Etwas südlich vom Shengmu Miao hat man an der Stelle, an der Zheng Chenggong gelandet sein soll, eine Gedenktafel errichtet und den Zheng-Chenggong-Gedächtnispark (鄭成功紀念公園 Zheng Chenggong Jinian Gongyuan) angelegt.
In Annan befindet sich das Nationalmuseum der taiwanischen Geschichte (國立臺灣歷史博物館 Guoli Taiwan Lishi Bowuguan). Ein Ort für Veranstaltungen, Ausstellungen und Bildungszwecke aller Art ist das Taikang-Kulturzentreum (臺江文化中心 Taijiang Wenhua Zhongxin).
Weite Teile der Küste Annans gehören zum Taijiang-Nationalpark und dessen Sicao-Feuchtgebiet (四草溼地 Sicao shidi). Touristen können die hiesigen Mangrovensümpfe mit Booten besuchen und Tiere, von denen einige Zugvögel sind, beobachten.